# Chutes de la Dunn
Les chutes de la Dunn, situées à 3 km à l'ouest de Ocho Rios, en Jamaïque, sont une attraction touristique majeure des Caraïbes. Elles se jettent directement dans la Mer des Caraïbes. À ce titre, la Dunn est un fleuve.
Ces chutes, d'une hauteur totale de 55 mètres, sont en fait constituées d'une succession de cascades se faufilant sur une longueur de près de 600 mètres, glissant parmi des rochers en terrasses et ponctuées de petits bassins naturels entre les sections verticales des chutes. Grimper le long de ces cascades en pente relativement douce est une activité touristique populaire et assez facile, avec parfois la formation de chaînes humaines pour en faciliter l'ascension.
Dans une séquence du film James Bond 007 contre Dr. No on voit l'actrice Ursula Andress, sur la plage, au pied de ces chutes.

## Histoire
Cet endroit aurait été le théâtre de la bataille de Las Chorreras, en français Les Cascades, en 1657, entre les Anglais et le corps expéditionnaire espagnol de Cuba, pour la conquête de l'île.